# Möhringen an der Donau
Möhringen ist ein staatlich anerkannter Luftkurort an der Oberen Donau in Baden-Württemberg und seit 1973 ein Stadtteil von Tuttlingen.

## Geographie

### Geographische Lage
Möhringen liegt auf 651 m ü. NN zwischen Bodensee, der Schwäbischen Alb und der Baar im Tal der jungen Donau und ist vor allem von großen Wäldern umgeben. Die Gemarkung Möhringens ist mit 3029 Hektar beinahe so groß wie die der Kernstadt Tuttlingen, wovon fast drei Viertel bewaldet sind.

### Gliederung
Möhringens Zentrum ist der mittelalterliche Stadtkern. Der Stadtteil Burg bildet ein separates Siedlungsgebiet auf über 700 Metern Höhe.
Die Möhringer Vorstadt mit ungefähr 1500 Einwohnern ist mit der Kernstadt Tuttlingen zusammengewachsen, nicht aber mit Möhringen selbst. Dort befinden sich  ein Teil des Tuttlinger Bahnhofs, der Haltepunkt „Tuttlingen Gänsäcker“ und das größte Industriegebiet der Gesamtstadt Tuttlingen.

## Geschichte
Erstmals erwähnt wurde Möhringen im Jahre 882, seit 1308 besitzt es das Stadt- und Marktrecht, aber erst 1470 erhielt es das lang ersehnte Wappen von Kaiser Friedrich III. Es zeigt laut Wappenbrief, der im Original noch vorhanden ist, einen Mohren. Weshalb dieses Bildnis gewählt wurde, ist unklar. Die Möhringer machten im 19. Jahrhundert daraus kurzerhand eine weibliche Figur, die Mohrin, die im Volksmund in Anlehnung an den Ortsnamen als „Möhrin“ bezeichnet wird. In Erz gegossen ziert sie in Lebensgröße den Hechtbrunnen in der Ortsmitte, barbusig, nur mit einem Lendenschurz aus Federn bekleidet und ausgestattet mit Pfeil, Bogen und Köcher. Auf dem Kopf trägt sie ein goldenes Diadem.
Die Stadtfarben schwarz-weiß-blau sind insofern für Kommunen nicht alltäglich, als die Dreifarbigkeit (Trikolore) in der Vexillologie meist Staaten vorbehalten ist.

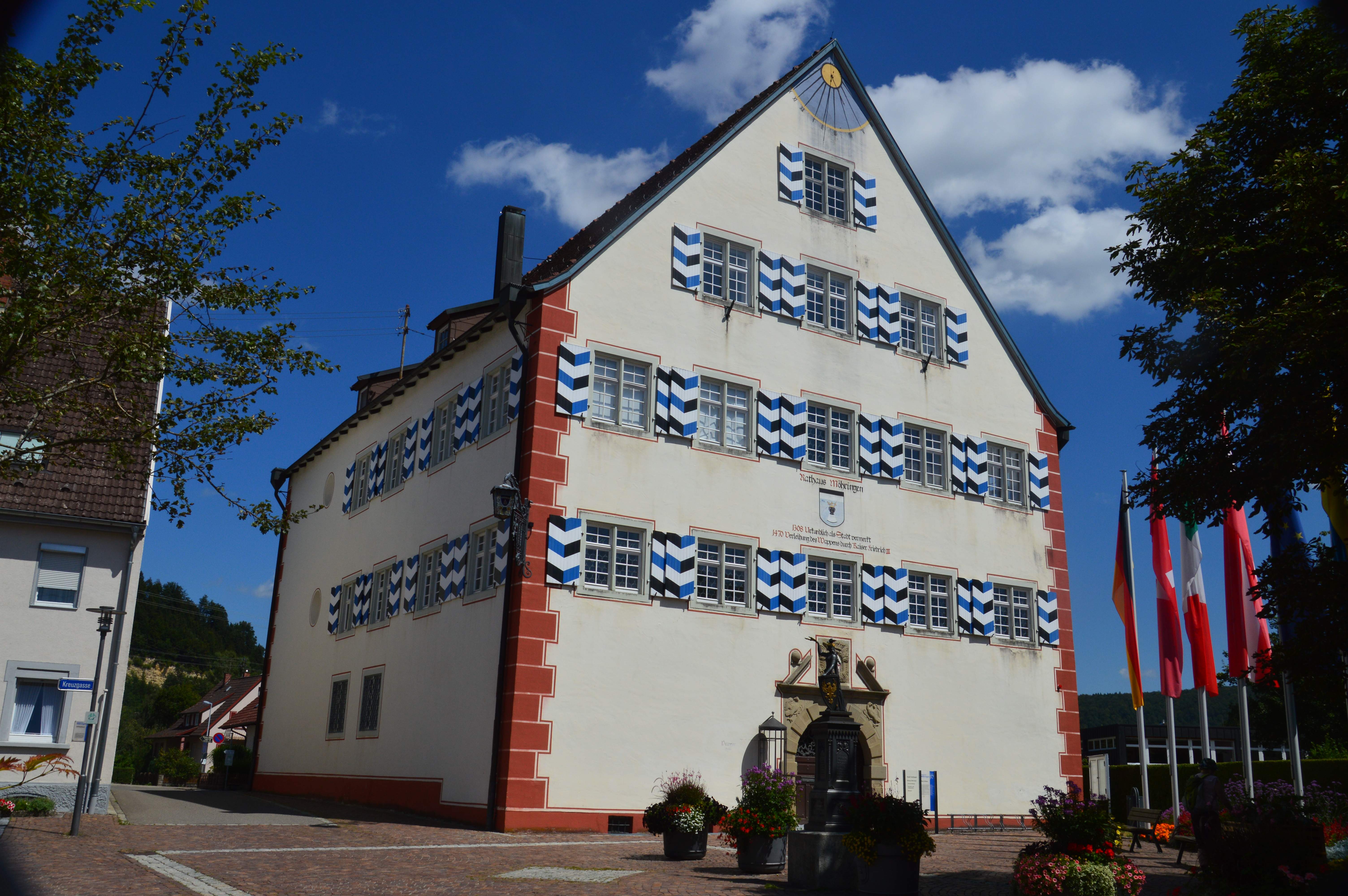
Das Rathaus in Möhringen

1806 kam Möhringen, das nahezu 400 Jahre dem Fürstenhaus Fürstenberg angehörte, zum Großherzogtum Baden. Das heutige Rathaus war einst Sitz der Obervögte und wurde mehrfach als Schloss bezeichnet. Es ist zusammen mit der Kirche das älteste Gebäude im Ort und wurde um 1280 als erbaut. Zeitweise war es Sitz des Amts Möhringen. 1846 ging es an die Familie Leiber, deren letzter Spross, Hermann Leiber, das Haus seiner Heimatstadt per Testament mit der Auflage vermachte, dort das Rathaus einzurichten.
Am 1. Januar 1973 wurde Möhringen in die Kreisstadt Tuttlingen eingegliedert. Gleichzeitig wurde der Landkreis Donaueschingen aufgelöst, dem Möhringen bisher angehörte.

### Einwohnerentwicklung

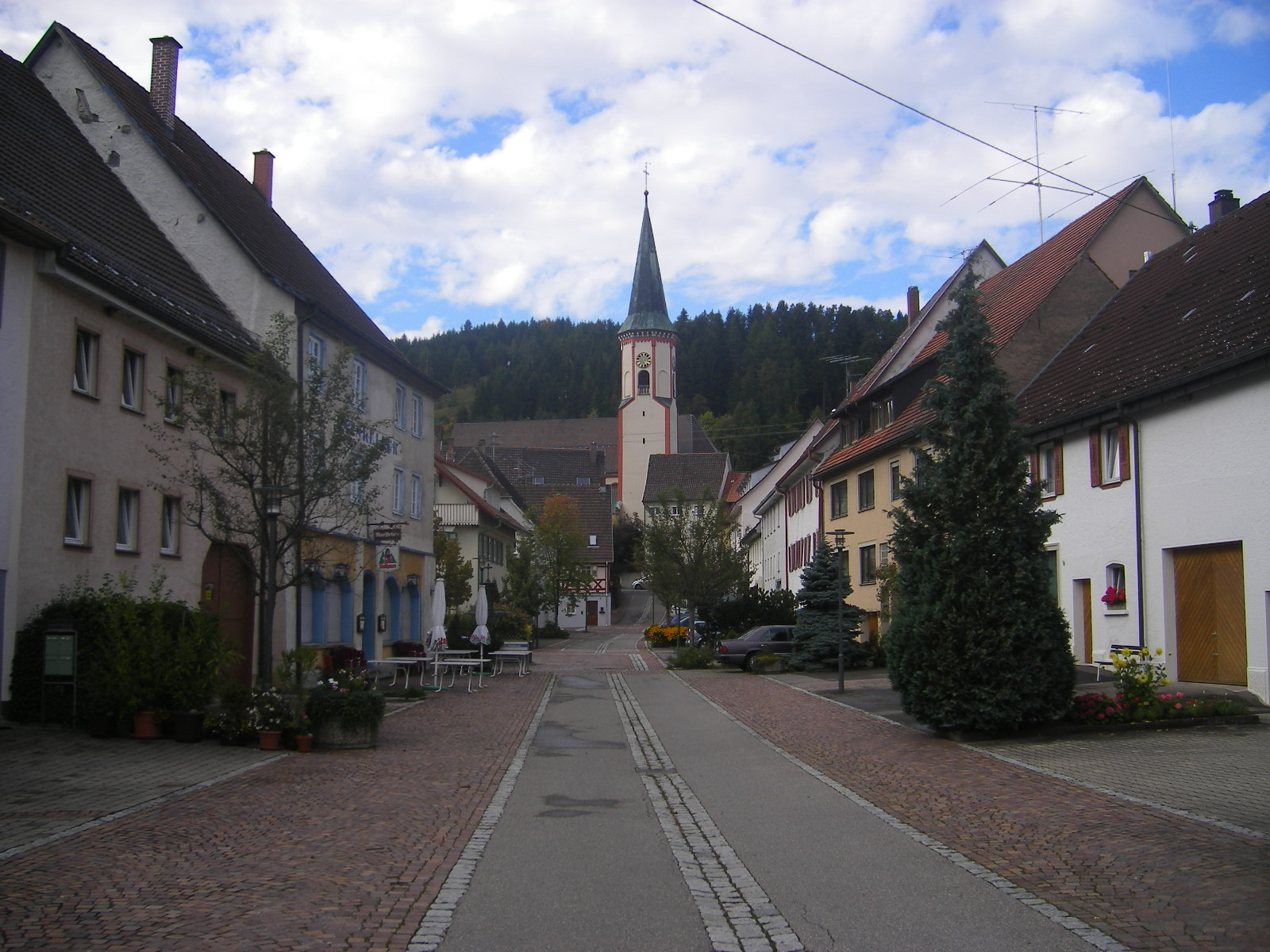
Möhringens Stadtkern, hinten die Pfarrkirche St. Andreas

Möhringens wächst leicht, die Einwohnerzahl beträgt 4083 Personen (Stand: 2017).
| Jahr | Einwohner |
| ---- | --------- |
| 1939 | 1660      |
| 1950 | 1857      |
| 1961 | 2576      |
| 1970 | 3199      |
| 1987 | 3805      |
| 2000 | 3835      |
| 2004 | 3920      |
| 2009 | 3991      |
| 2011 | 3978      |
| 2015 | 3988      |
| 2016 | 4028      |
| 2017 | 4083      |

## Politik

### Städtepartnerschaften
Möhringen pflegt seit dem Jahre 1956 Partnerschaften mit den Städten Battaglia Terme in Italien, Bischofszell in der Schweiz und Waidhofen an der Ybbs in Österreich. Im Hinblick auf die Bemühungen, den Europäischen Gedanken zu verbreiten, wurde Möhringen im Jahre 1964 die Europafahne verliehen.

### Wappen und Banner
| Wappen von Möhringen an der Donau | Blasonierung: „Unter von Schwarz und Silber (Weiß) geteiltem Schildhaupt in Blau ein aus dem unteren Schildrand wachsender, silbern (weiß) gekleideter, golden (gelb) gekrönter Mohrenrumpf.“                                                                            |
| Wappen von Möhringen an der Donau | Wappenbegründung: Das von Friedrich III. 1470 verliehene Wappen zeigt im Schildhaupt die Farben der Herren von Klingenberg. Die Figur (genannt die "Möhrin") steht sowohl redend für den Ortsnamen als auch für die ortsansässige Adelsfamilie der Herren von Möhringen. |

„Das Banner ist schwarz-weiß-blau längsgestreift mit dem aufgelegten Wappen in der Mitte.“

## Kultur und Sehenswürdigkeiten

### Bauwerke
Das Rathaus zu den ältesten Gebäuden. Es wurde um 1300 erbaut und diente in früheren Jahren als Schloss dem Sitz des Obervogtes der zum Fürstentum Fürstenberg gehörenden Stadt Möhringen. Im Laufe der Jahrhunderte wurde es mehrfach umgebaut, so war einst beispielsweise die Möhringer Zehntscheuer in Richtung der heutigen Kreuzgasse unmittelbar an das Schloss angebaut. Im 19. Jahrhundert ging es in Privatbesitz über, und der letzte Spross der Eigentümerfamilie Leiber vermachte es seiner Heimatstadt. Die letzte große Sanierung fand 1937 statt. 1997 wurde im Dachgeschoss ein Heimatmuseum eingerichtet.

### Donauversickerung
Die Hauptattraktion in Möhringen ist die Donau mit ihren Versickerungsstellen. Im Sommer und Herbst versickert die Donau an den meisten Tagen vollständig. Dann ist der Krähenbach der erste Wasserlieferant unterhalb der Donauversickerung. Das Wasser fließt unterirdisch durch den kalkreichen Weißjura und kommt im Aachtopf bei Aach (Hegau) im Hegau wieder ans Tageslicht. In einem geologischen Zeitraum wird die heutige Donau in Möhringen völlig verschwinden und über die Aach zum Rhein fließen. Der erwähnte Krähenbach wird dann der Ursprung der Donau werden.

### Der Möhringer Stausee

Stausee Möhringen

Der Stausee wurde 1923/24 gebaut und sollte als Wasserlieferant für ein Wasserkraftwerk dienen. Wie damals üblich, versuchte sich eine große Zahl von Gemeinden mit Energie selbst zu versorgen und nahm solche Projekte in Angriff. Allerdings war das Gefälle vom Stausee zum geplanten Kraftwerk zu gering, das Projekt wurde aufgegeben. Das als Wasserkraftwerk vorgesehene Gebäude wurde später umgebaut und beherbergt heute die evangelische Kirche.

### Regelmäßige Veranstaltungen
Einen Ruf hat sich der Tuttlinger Stadtteil durch die „Bühne im Anger“ erworben. Im Rahmen des gesamtstädtischen Kulturprogramms der Tuttlinger Hallen treten dort renommierte Künstler auf. Überregional bekannt ist der Kleinkunstwettbewerb „Tuttlinger Krähe“, der jährlich im März in der Möhringer Angerhalle stattfindet.
Zu den „Events“ im Jahreslauf gehört das in den geraden Jahren jeweils am ersten Juli-Wochenende stattfindende „Städtlefest“, eine Gemeinschaftsveranstaltung der Möhringer Vereine.
Möhringen ist eine Hochburg der schwäbisch-alemannischen Fasnet. Sie beginnt am Schmotzige Dunschtig morgens um 5:00 Uhr mit dem Wecken durch die Hemdglonker, ehe Schule und Kindergarten von den Narren befreit werden. Mittags um 14:01 Uhr tagt im Rathaus das historische Schemengericht, das schon 1549 in der Zimmerschen Chronik erwähnt ist. Dem folgt der Empfang für geladene Gäste durch den Ortsvorsteher, ehe um 19:00 Uhr der Narrenbaum gesetzt wird. Die „alten Schachteln“ ziehen danach durch die Lokale. Eine Besonderheit sind die Scherbelgruppen, die am Fasnetsonntag und -montag in ihrem teils prächtigen Narrenhäs durch die Lokale ziehend das Geschehen singend kommentieren. Es gibt in Möhringen über 20 solcher Gruppen. Den Höhepunkt der Möhringer Fasnet bildet das Hanselerennen am Fasnet-Dienstag. Weit über 100 Narren im traditionellen Weissnarren-Häs springen unter lautem Klingeln ihrer „Schellen“ durch die Straßen von Möhringen und verteilen Orangen, Weckle und Bonbons an die Kinder, die hierfür die vorher einstudierten Hansele-Sprüchle aufsagen.
Eine originelle Veranstaltung läuft jährlich in den Monaten April bis Dezember, wenn die Möhringer Nachtwächter ihre Runden drehen. Dabei sind sie nicht alleine, sondern allerhand Gesinde und Gesindel ist bei der zweistündigen Tour durchs Städtle anzutreffen. Dazu gehören Kräuertweiber, sieche Bettlerinnen, Trunkenbolde, Waschweiber und gar Hübschlerinnen.

## Wirtschaft und Infrastruktur
Nach dem Ende einer 400-jährigen Brautradition in den 1990er Jahren, als Möhringen die beiden letzten Brauereien verlor (die Kronen-Bräu ging an die Hirsch-Bräu im Nachbarort Wurmlingen; die Link-Bräu beendete die Produktion), gibt es seit 2010 mit dem Brauwerk Salvermoser zumindest wieder eine Kleinbrauerei.
Heute ist Möhringen ein moderner Wohn- und Dienstleistungsort, hat aber auch im Südosten ein großes Gewerbegebiet mit Einkaufszentrum. Mit diesem modernen Gewerbegebiet, dem Gänsäcker, trägt Möhringen einen guten Teil der wirtschaftlichen Entwicklung der Gesamtstadt Tuttlingen. So bedeutende Firmen wie Rieker (Schuhe), Binder (Kältetechnik) oder Synthes (Chirurgie) haben sich dort niedergelassen.
Eine private Vereinigung bietet für den Fremdenverkehr Unterkünfte an. Das Naturfreundehaus bietet preiswerte Unterkünfte für größere Gruppen, beispielsweise auch für Schullandheime. Das Bruno-Hettich-Camp der Katholischen Kirchengemeinde ist ein großer Zeltplatz für Jugendgruppen.

### Verkehr
Möhringen liegt an der Bahnstrecke Plochingen–Immendingen und verfügt seit der Umsetzung des Ringzug-Konzepts 2003/2004 über insgesamt drei aktive Bahn-Haltepunkte, die Möhringen werktags im Stunden-Takt umsteigefrei mit Immendingen, Leipferdingen, Tuttlingen, Spaichingen und Rottweil verbinden. Teile des Bahnhofs Tuttlingen liegen auf Möhringer Gemarkung, der somit halb auf württembergischer und halb auf badischer Seite lag. Möhringen ist an den Stadtbus Tuttlingen angeschlossen.
Möhringen hat am Ringzug drei Haltepunkte: Möhringen Bahnhof sowie die neu geschaffenen Haltepunkte Möhringen Rathaus und Tuttlingen Gänsäcker. Letztere Bezeichnung ist jedoch nicht korrekt, weil der Haltepunkt auf Möhringer Gemarkung liegt, weshalb es zu einem Eklat kam. Die richtigstellende Umbenennung wurde jedoch aufgrund der entstehenden Kosten von geschätzten 15.000 Euro von Seiten der Deutschen Bahn zurückgewiesen.
Möhringen liegt direkt an der Bundesstraße 311 unweit der A 81 Stuttgart–Singen, Ausfahrt Geisingen (Süden) bzw. Tuningen (Norden).

## Persönlichkeiten

### Ehrenbürger von Möhringen
- Erich Felix Beck, * 29. April 1887 in Sigmaringen, † 25. Februar 1973 in Sigmaringen-Gutenstein; Priester, Dekan, Geistlicher Rat, Buchautor.

### In Möhringen geboren
- Anton Braun (1686–1728) in Wien; Mechaniker, Optiker, Hofmathematiker in Wien. Erfinder einer der ersten Rechenmaschinen (kaiserlicher Hofopiticus und mechanicae mathematicus). Nachbauten seiner Rechenmaschine, mit der man erstmals alle vier Grundrechenarten maschinell ausführen konnte, finden sich im Deutschen Museum in München und im Heimatmuseum im Rathaus Möhringen.
- Gallus Haas, auch Has (* 15. Jahrhundert (genaues Datum unbekannt), † 1546); als Abt im Kloster St. Blasien (1532–1540) sorgte er nach dessen weitgehender Zerstörung im Bauernkrieg für den Wiederaufbau.
- Franz Joseph Zoll, 1770, † 16. August 1833 in Mannheim; Badischer Maler, Zeichenlehrer und Galeriedirektor.
- Hermann Leiber (1843–1924), Wohltäter Möhringens, der seiner Heimatstadt das ehemalige Schloss vermachte und zudem 111 Hektar Wald.
- Adolf Leiber (1808–1885), Beamter
- Bernd Serger (* 1948), Journalist und Historiograf
- Joachim Bloch (* 1963), Politiker (SPD, AfD), Bundestagsabgeordneter

### Persönlichkeiten, die vor Ort wirkten
- Martin Braun (1808–1892) war ein deutscher Orgelbauer.